# Kappa Serpentis
Kappa Serpentis (Gudja, κ Ser) – gwiazda w gwiazdozbiorze Węża, znajdująca się w odległości około 329 lat świetlnych od Słońca.

## Nazwa
Gwiazda ma nazwę własną Gudja, wywodzącą się z tradycji Aborygenów australijskich z plemienia Wardaman. Nazwa oznacza „wodnego warana” (Varanus mertensi). Międzynarodowa Unia Astronomiczna w 2018 roku formalnie zatwierdziła użycie nazwy Gudja na określenie Kappa Serpentis.

## Charakterystyka obserwacyjna
Kappa Serpentis znajduje się w Głowie Węża, zachodniej części gwiazdozbioru, i tworzy jego czerwonawe „oko”.

## Charakterystyka
Kappa Serpentis to czerwony olbrzym u szczytu jasności, który jest bliski rozpoczęcia syntezy helu w węgiel w jądrze. Przyjmując, że jego temperatura odpowiada jego typowi widmowemu M0,5, można obliczyć, że gwiazda ma jasność 820 razy większą niż jasność Słońca, przy czym dużą część promieniowania emituje w zakresie podczerwieni. Jej promień jest 66 razy większy od słonecznego, a masa około dwukrotnie większa niż masa Słońca.